# Александра Узелац
Александра Узелац (Зрењанин, 27. јул 2004) српска је одбојкашица. Игра на позицији примача. У каријери је играла за Железничар из Лајковца. Од 2023. године наступа за бразилску екипу Флуминенсе, а од 2024 за турски Зерен.
Узелац је чланица женске одбојкашке репрезентације Србије. Уврштена је у састав Србије за сениорско Европско првенство 2023. године.

## Успеси

### Клупски
Железничар
- Куп Србије: 2021.

### Репрезентативни
- Европско првенство: сребро 2023.